# 월성 육통리 회화나무
월성 육통리 회화나무는 대한민국 경상북도 경주시 안강읍 육통리에 있는 회화나무로 대한민국의 천연기념물 제318호이다. 나이가 400여 년으로 높이 17m, 둘레 5.9m이다.